# Мансілья-Майор
Мансілья-Майор (ісп. Mansilla Mayor) — муніципалітет в Іспанії, у складі автономної спільноти Кастилія-і-Леон, у провінції Леон. Населення — 351 особа (2010).
Муніципалітет розташований на відстані близько 270 км на північний захід від Мадрида, 15 км на південний схід від Леона.
На території муніципалітету розташовані такі населені пункти: (дані про населення за 2010 рік)
- Мансілья-Майор: 137 осіб
- Ногалес: 17 осіб
- Вільяморос-де-Мансілья: 95 осіб
- Вільяверде-де-Сандоваль: 102 особи

## Демографія
Динаміка населення (INE ):